# Косовско-метохијске бригаде НОВЈ
Током Народноослободилачке борбе народа Југославије, од 1941. до 1945. године у оквиру Народноослободилачке војске Југуославије формирано је укупно 8 бригада на подручју Косова и Метохије.
Будући да су Косово и Метохија током рата били под окупацијом италијанске марионетске Краљевине Албаније, Народноослободилачки покрет Југославије није имао масовну подршку од стране локалног албанског становништва већи део рата. Због тога су све косовско-метохијске бригаде формиране тек пред коначно ослобођење овог региона крајем 1944. године.

## Списак косовско-метохијских бригада
| назив                                   | датум формирања     | место формирања         | одликовања     |
| --------------------------------------- | ------------------- | ----------------------- | -------------- |
| Прва македонско-косовска ударна бригада | 11. новембар 1943.  | Сливово, регион Дебарца | ОНХ, ОНО и ОБЈ |
| Прва косовско-метохијска бригада        | 24. јун 1944.       | Збажди, код Струге      |                |
| Друга косовско-метохијска бригада       | 9. септембар 1944.  | Љиљанци, код Бујановца  |                |
| Трећа косовско-метохијска бригада       | 16. септембар 1944. | околина Врања           |                |
| Четврта косовско-метохијска бригада     | 13. октобар 1944.   | Крума, Албанија         |                |
| Пета косовско-метохијска бригада        | 24. септембар 1944. | Тулари, код Медвеђе     |                |
| Шеста косовско-метохијска бригада       | 13. децембар 1944.  | Косовска Митровица      |                |
| Седма косовско-метохијска бригада       | децембар 1944.      | Ђаковица                |                |
| Осма косовско-метохијска бригада        | 20. децембар 1944.  | Исток, код Пећи         |                |
| Косовско-метохијска бригада КНОЈ        | 26. јануар 1945.    | Косово и Метохија       |                |